# Rosenhof (Pegnitz)
Rosenhof (oberfränkisch: Rousahuf)  ist ein Gemeindeteil der Stadt Pegnitz im Landkreis Bayreuth (Oberfranken, Bayern). Rosenhof liegt in der Gemarkung Buchau.

## Lage
Das Dorf liegt links der Fichtenohe und bildet mit Pegnitz im Süden eine geschlossene Siedlung. Die Kreisstraße BT 23 führt nach Buchau zur Bundesstraße 2 (1,1 km nördlich) bzw. nach Pegnitz zur Staatsstraße 2162 (0,5 km südlich).

## Geschichte
Im Jahr 1184 wurde der Ort als „Rode“ erstmals schriftlich erwähnt. Das Kloster Michelfeld war zu dieser Zeit im Ort begütert. Die heutige Form findet sich erstmals in einer Urkunde des Jahres 1528. Die ursprüngliche Form -rode ist unüblich für den süddeutschen Raum. In der Fraisch unterstand Rosenhof bis 1780 dem brandenburg-bayreuthischen Oberamt Pegnitz, danach für kurze Zeit dem Oberamt Creußen. Von 1791/92 bis 1810 waren das preußische Justiz- und Kammeramt Pegnitz die übergeordneten Institutionen. Danach kam die gesamte Region an das Königreich Bayern.
Mit dem Gemeindeedikt (frühes 19. Jahrhundert) wurde Rosenhof dem Steuerdistrikt Pegnitz und der Ruralgemeinde Buchau zugewiesen. Im Rahmen der Gebietsreform in Bayern wurde Rosenhof am 1. Juli 1972 in die Stadt Pegnitz eingegliedert.